# Pikosekundenlaser
Pikosekundenlaser sind spezielle Laser, die ultrakurze Lichtimpulse im Bereich von Pikosekunden (Impulsdauer zwischen 10−9 und 10−12 s, was einer Lichtstrahllänge von 30 Zentimeter bis 0,3 Millimeter entspricht) erzeugen. Die Laser werden sowohl in der Bearbeitung von Materialien als auch in der kosmetischen Medizin eingesetzt.
Ein Verwendungsgebiet ist die Herstellung von besonders dünnen und feinen Druckplatten, wie z. B. für Banknoten. Hier bewirkt der Lichtimpuls ein extrem begrenztes Verdampfen des Metalls am Auftreffpunkt.
Die kurze Impulsdauer der Laser führt bei der Entfernung von Tätowierungen dazu, dass die Farbpartikel – verglichen mit Nanosekundenlasern – stärker zerkleinert und dadurch schneller vom Körper abgebaut werden. Zudem bringt der Laser bei der Behandlung weniger Hitze in die Haut ein, wodurch das Risiko von Narbenbildung minimiert wird.